# Parva, Bistrița-Năsăud
Parva là một xã thuộc hạt Bistrița-Năsăud, România. Dân số thời điểm năm 2002 là 2648 người.